# Fidai Mahaz
El Frente del Sacrificio, más conocido como Fidai Mahaz (Pastún: فدا محاذ), es un grupo y una facción disidentes de los talibanes en la guerra de Afganistán. Están dirigidos por Mullah Najibullah, también conocido como Omar Khitab, un ex comandante talibán.

## Historia

### Fundación
Fidai Mahaz estaba formado por exmiembros del Talibán y exmiembros del Frente Mullah Dadullah. Se habían desilusionado con el liderazgo de los talibanes bajo el mullah Akhtar Mansour sobre las conversaciones de paz con el gobierno de Kabul, abriendo una oficina política en Catar y pidiendo apoyo a Irán.
El líder del grupo, Mullah Najibullah, declaró que los objetivos del grupo eran simples: cancelar el proceso de paz entre los insurgentes y el gobierno afgano, y continuar luchando contra el gobierno en Kabul y las fuerzas de la OTAN hasta que abandonen Afganistán.

### Guerra en Áfganistan
El 11 de marzo de 2014, Fidai Mahaz se atribuyó la responsabilidad del asesinato del periodista británico-sueco Nils Horner. El portavoz del grupo, Qari Hamza, lo acusó de ser "un espía del MI6" en un estado de habla inglesa.

## Muerte de Mullah Omar
Fidai Mahaz afirmó que el fundador y exlíder de los talibanes, el Mulá Mohammed Omar, no murió por causas naturales, sino que fue asesinado en un golpe de Estado liderado por el Mulá Akhtar Mansour y el Mulá Gul Agha. El comandante talibán Mullah Mansoor Dadullah, hermano del ex comandante superior Mullah Dadullah, también afirmó que Omar había sido asesinado. Mullah Najibullah, afirmó que debido a la enfermedad renal de Omar, necesitaba medicamentos. Según Najibullah, Mansour envenenó el medicamento, dañando el hígado de Omar y debilitándolo. Cuando Omar convocó a Mansour y a otros miembros del círculo íntimo de Omar para escuchar su voluntad, descubrieron que Mansour no debía asumir el liderazgo de los talibanes. Se debió a que Mansour supuestamente orquestó "tratos deshonrosos". Cuando Mansour presionó a Omar para que lo nombrara su sucesor, Omar se negó. Mansour luego disparó y mató a Omar. Najibullah afirmó que Omar murió en un escondite del sur de Afganistán en la Provincia de Zābul en la tarde del 23 de abril de 2013.